# Quinto Emílio Bárbula
Quinto Emílio Bárbula (em latim: Quintus Aemilius Barbula) foi um político da gente Emília da República Romana, eleito cônsul por duas vezes, em 317 e 311 a.C., com Caio Júnio Bubulco Bruto nas duas vezes. Foi o primeiro membro da família Bárbula, que se dizia ter vindo para Roma na época de Numa Pompílio, da gente Emília a se tornar cônsul. Seu filho e neto foram cônsules: Lúcio Emílio Bárbula (281 a.C.) e Marco Emílio Bárbula (230 a.C.).

## Primeiro consulado (317 a.C.)
Foi eleito cônsul pela primeira vez em 317 a.C. com Caio Júnio Bubulco Bruto. Durante seu mandato, Teano, na Apúlia, se aliou a Roma. Quinto Emílio depois conquistou a cidade de Nerulo, na Lucânia.

## Segundo consulado (311 a.C.)
Quinto Emílio foi eleito mais uma vez em 311 a.C., novamente com Caio Júnio Bubulco Bruto. O primeiro ato dos cônsules foi anular a lista de senadores apresentada pelos censores do ano anterior, Ápio Cláudio Cego e Caio Pláucio Deciano, considerada injusta.
Roma estava sendo atacada em dois frontes diferentes e, por isso, enquanto Caio Júnio liderou a expedição contra os samnitas, Quinto Emílio liderou o confronto contra os etruscos, que estavam em revolta:
| “ | Agora todos os povos da Etrúria, com exceção dos habitantes de Arezzo, pegaram em armas, dando início, com o cerco de Sutri, cidade aliada dos romanos e uma espécie de entrada para a Etrúria, uma guerra de grandes proporções. | ” |
|   | — Lívio, Ab Urbe condita IX, 32. |   |

A batalha se deu diante dos muros da cidade e foi muito violenta. Mas, segundo Lívio, a vitória final coube aos romanos. Quando retornaram a Roma, os dois cônsules celebraram um triunfo por suas vitórias segundo Lívio. Segundo Diodoro Sículo, a celebração foi apenas pelas vitórias na Apúlia, uma conclusão compartilhada por Niebuhr, que defende que este triunfo foi inventado pela família, principalmente por que na campanha seguinte contra os etruscos não há sinal de que os romanos haviam sido conquistadores na região antes disso.